# KAT-1
KAT-1
- 用途：練習機（試作）
- 製造者：川崎航空機
- 運用者：運輸省航空大学校
- 初飛行：1954年2月11日
- 生産数：2機
- 運用状況：退役

KAT-1（ケイエイティー・ワン）は、日本の航空機メーカー、川崎航空機（現在の川崎重工業）が試作したレシプロエンジンの練習機。K・Aは川崎航空機、Tは練習機の略。

## 概要
保安庁（後に防衛庁、現在の防衛省）の航空隊発足に際して国産の練習機を採用することになり、航空各社に対して募集をかけた。富士重工業や新立川飛行機、東洋航空工業とともに川崎航空機も応募し、2機の試作練習機「KAT-1」を製作した。
しかし、川崎の製作中に保安庁は富士重工業がライセンス生産することを決定したT-34 メンターを、運動能力の高さなどを理由に採用した。それでも川崎はKAT-1を完成させ、何とか販売網に乗せようと売り込みを図ったが、まだ戦後間もなく経営基盤が危うい状態での売り込みは企業生命にかかわると感じた通商産業省（当時）によって作業停止を命じられ、結局KAT-1は2機の製作にとどまった。

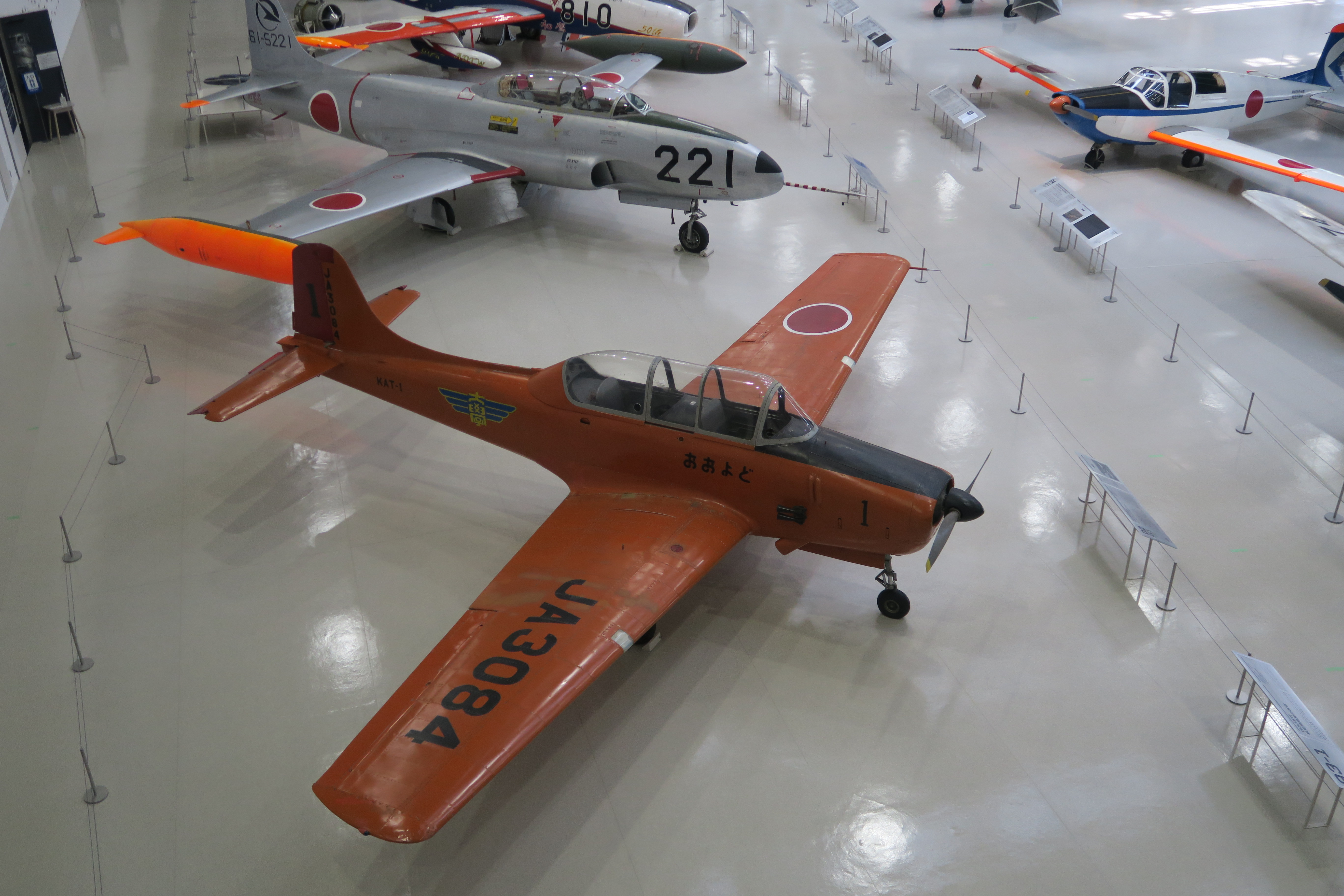
KAT-1（岐阜かかみがはら航空宇宙博物館）

試作した2つの機体は運輸省（当時）航空大学校の練習機として採用された。用途廃止後は1号機（JA3084）が北海道滝川市こども科学館へ、2号機（JA3100）は東京都立科学技術大学へ引き取られて展示された。1993年（平成5年）に2号機が博物館を計画していた岐阜県各務原市に引き取られたが、状態が悪いために倉庫に保管された。1号機も2002年（平成14年）10月にかかみがはら航空宇宙科学博物館（現・岐阜かかみがはら航空宇宙博物館）へ移され、2003年（平成15年）4月から屋内で展示されている。

## 機体
同社の試作連絡機KAL-1から大幅に変更を加えられた。具体的な変更点として、キャビンをタンデム複座に変更、尾輪式から近代的な首輪式へ変更、エンジンの転換のほか、KAL-1で問題となった翼端失速の解決の為、主翼の翼型を三式戦闘機「飛燕」と同系列のものに形状変更することによって運動能力を大幅に向上させた。
また、単発機としては日本初の首車輪式（機体前方に主脚輪をもつ）の航空機である。
初号機の初飛行は1954年（昭和29年）2月11日。

## スペック
- 乗員：2名
- 全長：8.5m
- 全幅：11.5m
- 全高：2.8m
- 全備重量：1,385kg
- エンジン：ライカミング GO-435-C2B 空冷水平対向6気筒
- 出力：260hp（194kW）
- 最大速度：298km/h
- 航続距離：1,140km
- 実用上昇限度：6,000m